# Dorfkirche Jakobshagen

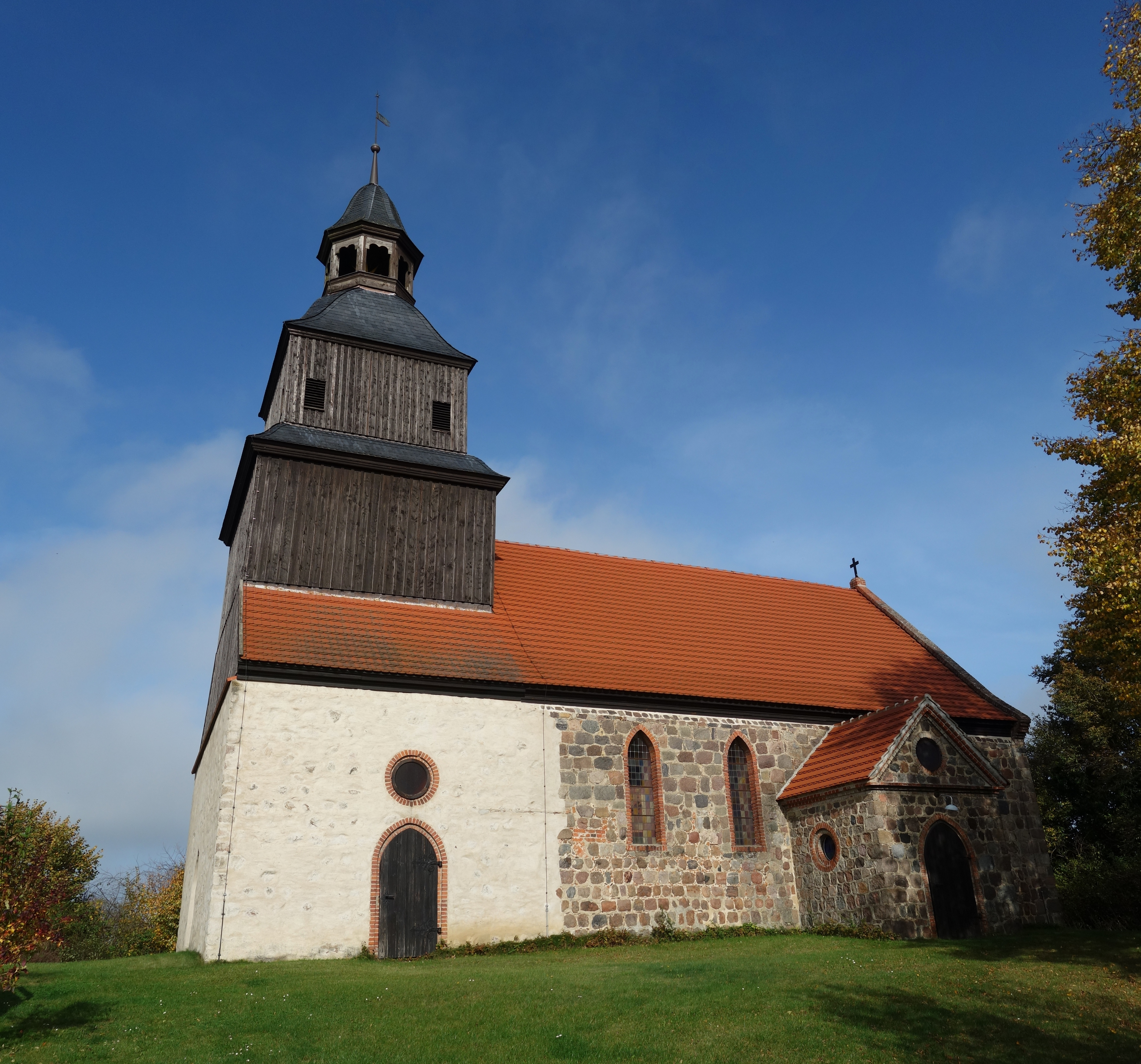
Dorfkirche Jakobshagen

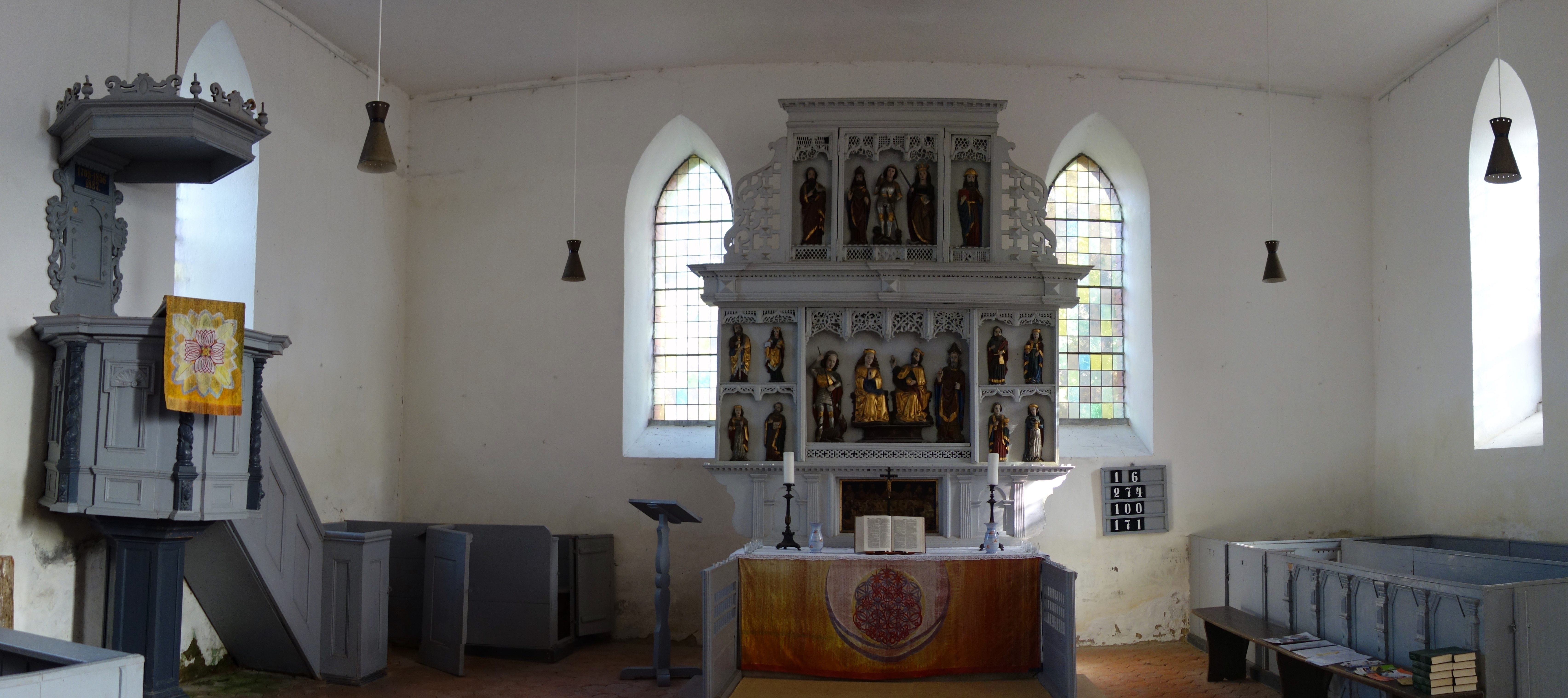
Innenansicht

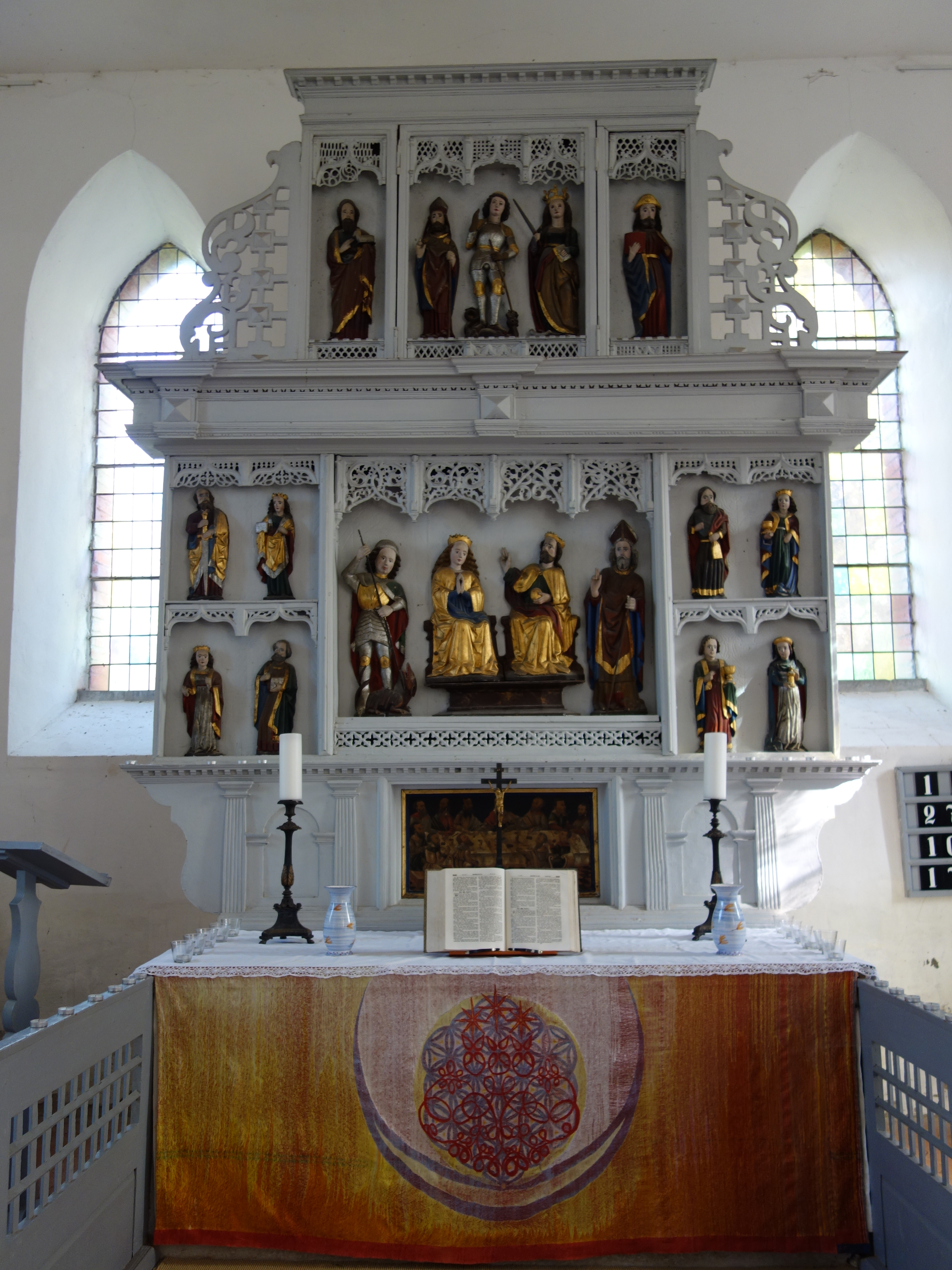
Altar

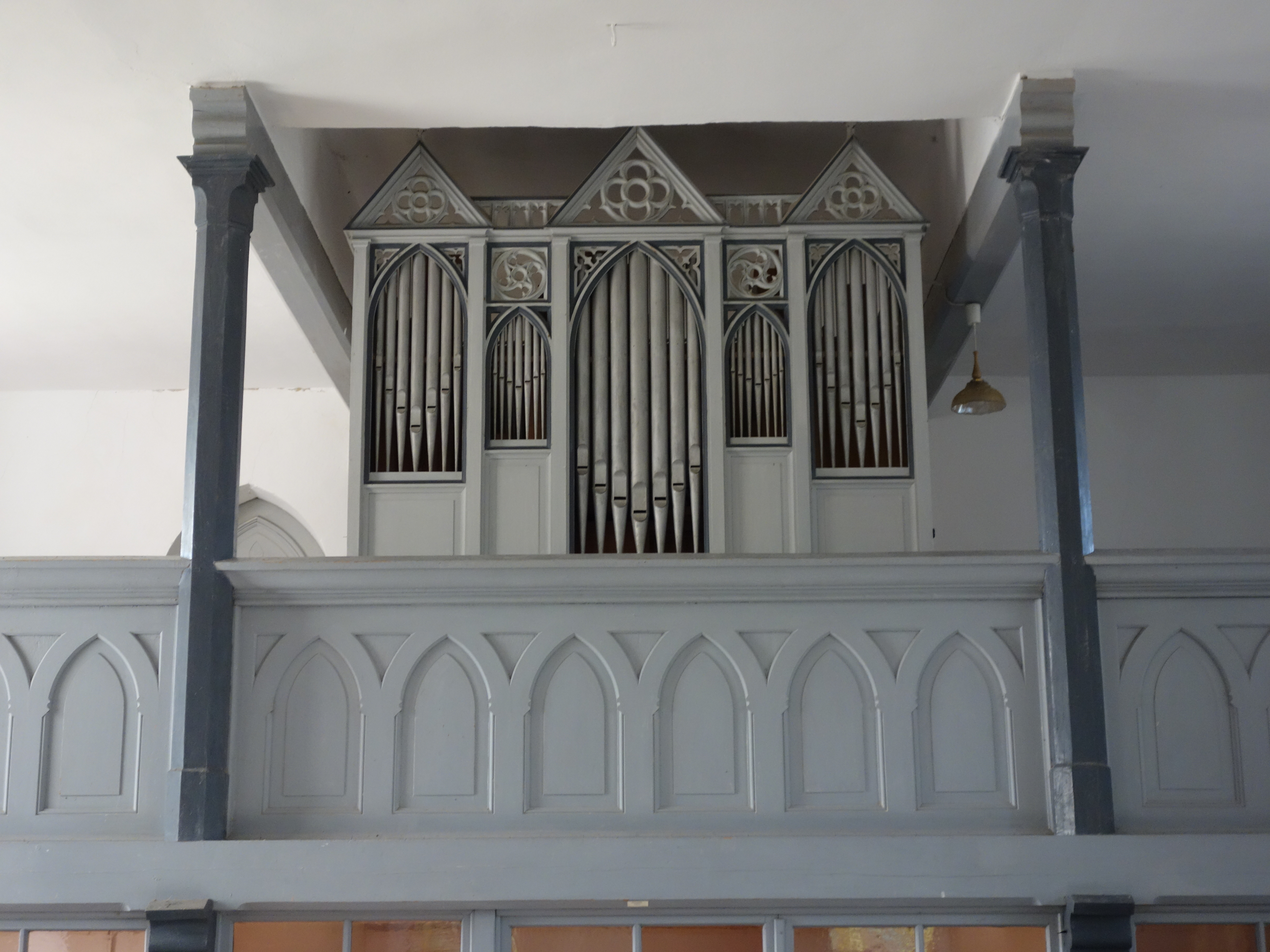
Orgel

Die evangelische Dorfkirche Jakobshagen ist eine Saalkirche des 13. Jahrhunderts aus Feldstein im Ortsteil Jakobshagen der Gemeinde Boitzenburger Land im Landkreis Uckermark in Brandenburg. Sie gehört zur Kirchengemeinde Jakobshagen im Pfarrsprengel Herzfelde im Kirchenkreis Oberes Havelland der Evangelischen Kirche Berlin-Brandenburg-schlesische Oberlausitz.

## Geschichte und Architektur
Die Kirche Jakobshagen ist ein flachgedeckter rechteckiger Feldsteinsaal aus der zweiten Hälfte des 13. Jahrhunderts. Der querrechteckige Westturm in Schiffsbreite wurde im 18. Jahrhundert in Feld- und Backstein erneuert und mit verbrettertem quadratischem Aufsatz und offener Laterne abgeschlossen. Im Jahr 1887 wurden der Ostgiebel, die Mauerkronen der Schiffswände sowie alle Fenstergewände in Backstein erneuert. Innen ist das Bauwerk mit Putzdecke und der Westempore von 1887 mit einer neugotischen Orgel ausgestattet. Kriegsschäden im Zweiten Weltkrieg und ein Sturmschaden im Jahr 1965 machten zunächst eine Notsicherung und später eine Reparatur der Turmspitze erforderlich, die schließlich mit Unterstützung der Rudolf-August Oetker-Stiftung bis 2008 vorgenommen werden konnte.

## Ausstattung
Hauptstück der Ausstattung ist ein hellgrau gefasster, hölzerner Altaraufsatz, der um 1600 aus zwei spätgotischen Schnitzaltären zusammengestellt und durch eine Predella mit Abendmahlsbild und Beschlagwerkwangen ergänzt wurde. Er zeigt im Schrein des unteren, größeren Flügelaltars die Marienkrönung zwischen dem Heiligen Georg und einem Bischof; in den Flügeln sind zweireihig je ein männlicher und eine weibliche Heilige angeordnet; im oberen Schrein der Heilige Georg zwischen Katharina und einem Bischof, in den Flügeln Johannes und Jakobus; beide Altäre wurden gegen Ende des 15. Jahrhunderts geschaffen. Die hölzerne Kanzel mit Schalldeckel und gedrehten Säulen am Korb ist grau gefasst und stammt aus dem Jahr 1705. Gestühlsprospekte mit aufgelegten Blendarkaden oder gedrehten Pilastern stammen aus dem 17. und 18. Jahrhundert.
Zu den liturgischen Geräten gehören ein silbervergoldeter Kelch mit Patene aus dem 18. Jahrhundert, eine Taufschale aus Messing von 1774 und ein Leuchterpaar aus Eisenguss aus der Zeit um 1850. Die Glocke ist ein Werk von Christian Sigismund Mebert aus dem Jahr 1718. Sie musste 1985 wegen des schadhaften Turms herabgelassen werden.

## Orgel
Die Orgel ist ein Werk von Friedrich Hermann Lütkemüller aus dem Jahr 1887 mit sieben Registern auf einem Manual und Pedal. Sie hat folgende Disposition:
| Manual C–f3 |    |
| Principal   | 8′ |
| Gedact      | 8′ |
| Salicional  | 8′ |
| Praestant   | 4′ |
| Floete      | 4′ |
| Octave      | 2′ |

| Pedal C–d1 |     |
| Subbaß     | 16′ |

- Koppeln: I/P